# Salvatore Maccali
Salvatore Maccali (Milano, 2 aprile 1955) è un ex ciclista su strada italiano.
Vinse una tappa alla Vuelta a España 1978 e la medaglia di bronzo ai Campionati del mondo dilettanti nel 1977.

## Palmares
- 1977 (Dilettanti, tre vittorie)

Gran Premio Industria del Cuoio e delle Pelli
6ª tappa Giro Ciclistico d'Italia (Borgo Val di Taro > Quistello)
8ª tappa Grand Prix Wilhelm Tell (Sigriswil > Emmen)
- 1978 (Bianchi, una vittoria)

13ª tappa Vuelta a España (Igualada > Jaca)

### Altri successi
- 1977 (Dilettanti)

Prologo Grand Prix Wilhelm Tell (cronosquadre, Luzern > Luzern)

## Piazzamenti

### Grandi giri
- Giro d'Italia

1979: 48º
1983: 50º
1985: 41º
- Vuelta a España

1978: 49º
1983: 59º
1984: 39º

### Classiche monumento
- Milano-Sanremo

1979: 19º
1980: 47º
1981: 40º
1982: 52º
1983: 102º

### Competizioni mondiali
- Campionati del mondo

San Cristóbal 1977 - In linea dilettanti: 3º